# Pattie Maes
 (mars 2018).
Si vous disposez d'ouvrages ou d'articles de référence ou si vous connaissez des sites web de qualité traitant du thème abordé ici, merci de compléter l'article en donnant les références utiles à sa vérifiabilité et en les liant à la section « Notes et références ».
Pattie Maes (Bruxelles, 1961) est informaticienne belge. Elle est également professeure au Media Lab du MIT. Pattie Maes a écrit de nombreux articles sur l'intelligence artificielle et a remporté de nombreux prix pour son travail dans ce domaine.

## Biographie
Maes a étudié les sciences informatiques à la Vrije Universiteit Brussel et a complété sa licence en 1983. En 1987, elle favorise et développe l'intérêt scientifique sur son thème de recherche : le Calcul de Réflexion. Deux ans plus tard, elle part aux États-Unis où elle mène des recherches sur l'intelligence artificielle à l'Institut de Technologie du Massachusetts  . Elle collabore avec Rodney Brooks. En 1991, elle a commencé à enseigner au sein du Media Lab du MIT. En 1990, elle fonde le Software Agents Group et en 1995, elle aide à la construction de la compagnie Firefly Réseaux. Finalement, la société est vendue en 1998 à Microsoft. Elle a également été l'une des fondateurs de l'Open Cotes qui a été par la suite vendu à Dun & Bradstreet.
Elle a reçu de nombreux prix pour ses recherches.  En 1995, elle reçoit notamment de World Wide Web Category Prize émise par Ars Electronica. Par la suite, l'Université Libre de Bruxelles lui décerne un doctorat honorifique et le Forum Économique Mondial, le titre de Leader Mondial for Tomorrow.